# Quân tử
Quân tử (tiếng Trung: 君子) là hình mẫu con người lý tưởng theo nhân sinh quan của Nho giáo phù hợp với phương thức cai trị xã hội đức trị (nhân trị) của học thuyết này. Nguyên nghĩa của quân tử là "kẻ cai trị", do những nghĩa phái sinh sau này mà quân tử mới có nghĩa đối lập với "kẻ tiểu nhân" và người quân tử thường được coi là người hành động ngay thẳng, công khai theo lẽ phải và không khuất tuất vụ lợi cá nhân. Người quân tử là người có đầy đủ năm đức tính, được gọi là ngũ thường: Nhân, Lễ, Nghĩa, Trí, Tín, trong đó Nhân là quan trọng nhất. Người quân tử cũng là người nắm được mệnh trời và sống theo mệnh trời.
Thời nhà Chu, quân tử là cụm từ dùng để chỉ tầng lớp quý tộc. Đến thời kỳ Xuân Thu thì nó được dùng để chỉ các đại phu. Vì thế những người làm quan được gọi là quân tử, còn những người dân thường hay quan lại với phẩm hàm nhỏ hơn tự xưng là tiểu nhân (小人). Tuy nhiên, một số người cho rằng Khổng Tử là người đã sáng tạo ra từ này. Đối với Khổng Tử, các chức năng của nhà nước và sự phân cấp xã hội là các cơ sở của xã hội và được đảm bảo bằng các giá trị đạo đức. Vì thế con người lý tưởng đối với ông là quân tử. Quân tử còn có nghĩa là người tốt hơn, nghĩa là người hơn hẳn về mặt đạo đức, luân lý. Quân tử sau này đã trở thành một trong các khái niệm quan trọng của hệ tư tưởng Nho giáo.
Nghĩa quân tử xưa do quan niệm Nho giáo nên chỉ dùng cho nam giới nhưng ngày nay nghĩa người quân tử được hiểu để chỉ Người luôn hiểu chân nghĩa của cuộc đời. Dù trong hoàn cảnh nào, họ luôn tôn trọng các chuẩn mực đạo đức trong việc làm và tự kiểm soát bản thân bằng cách tuân theo những lời dạy của các bậc thánh hiền. Bất cứ nơi nào họ đến, họ đều lan tỏa lòng tốt và sự ảnh hưởng đến những người mà họ tiếp xúc, để người ta tôn thờ đạo đức và công lý. Hiệu quả và sự ảnh hưởng của những lời dạy ấy đã khắc họa rõ phẩm chất đạo đức của họ

## 5 đức tính của người quân tử
- Nhân: người với người đối xử với nhau trên cơ sở tình thương yêu. Tình thương yêu được cụ thể hóa bằng những nguyên tắc sau:
  - Cái gì bản thân mình không muốn hoặc người không muốn thì không làm cho người. Cái gì người muốn thì tích tụ lại cho người..
  - Mình muốn đứng vững thì làm cho người khác đứng vững; mình muốn thành đạt thì giúp đỡ cho người khác thành đạt.
- Lễ: theo quan điểm của Nho giáo, Lễ bao gồm việc thờ cúng, lễ bái thánh thần, trời Phật và cả những quy định có tính chất pháp luật, những phong tục, tập quán và kỷ luật tinh thần của cá nhân.
- Nghĩa: chỉ làm và nên làm những việc nhằm duy trì đạo lý, lẽ phải.
- Trí: tri thức để suy xét, hành động. Một trong những điểm quan trọng của Trí là phải nắm được mệnh trời.
- Tín: việc làm nhất quán với lời nói, giữ lời "nhất ngôn ký xuất, tứ mã nan truy".

Người quy tụ các đức tính trên mà trong đó trung tâm là Nhân được coi là người có đức Nhân: tình cảm chân thật, ngay thẳng; hết lòng vì nghĩa; nghiêm trang, tề chỉnh; rộng lượng, khoan dung và siêng năng cần mẫn. Người có đức Nhân chỉ hành động vì nhân nghĩa, đối lập với kẻ bất nhân chỉ hành động vì lợi.

## 9 tiêu chuẩn của người quân tử
- Con mắt tinh anh để nhìn rõ vạn vật.
- Thính giác tinh tường để nghe rõ vạn vật.
- Sắc mặt luôn ôn hòa.
- Tướng mạo luôn được giữ cho khiêm cung (cẩn trọng, cung kính với người trên; thân ái, hòa đồng với người dưới)
- Lời nói luôn giữ bề trung thực.
- Hành động phải luôn cẩn trọng.
- Có điều nghi hoặc phải luôn hỏi han để làm cho rõ.
- Kiềm chế: khi nóng giận phải nghĩ đến hoạn nạn có thể xảy ra, không giận quá mất khôn.
- Thấy lợi phải luôn nghĩ đến nghĩa, không vì lợi mà quên nghĩa, có quyền lợi chính đáng phải biết nghĩ đến người khác (lộc bất tận hưởng).

## 8 bậc thang hành động của người quân tử
Theo quan niệm của Nho giáo, đã là người quân tử phải tỏ đức sáng ngày càng rộng, càng cao. Muốn làm được điều đó, người quân tử phải luôn phấn đấu theo 8 bậc thang dưới đây:
- Cách vật: luôn tiếp xúc, nghiên cứu kỹ sự vật, sự việc để nhận rõ thực chất, phải trái.
- Trí tri: luôn ngẫm nghĩ để thấu hiểu điều mình đã nhận thức được.
- Thành ý: luôn chân thật, không dối người và cũng không dối mình.
- Chính tâm: luôn suy nghĩ, hành động ngay thẳng, chính trực và làm chủ bản thân mình.
- Tu thân: luôn nghiêm khắc với bản thân mình, sửa chữa những thiếu sót, không bảo thủ để nhận rõ sai sót nhằm hoàn thiện bản thân.
- Tề gia: làm cho gia đình mình tốt đẹp, tề chỉnh, có nề nếp, gia phong.
- Trị quốc: lo toan việc nước, cai trị đất nước cho có kỷ cương, phép nước.
- Bình thiên hạ: khiến cho thiên hạ thái bình, lòng người quy thuận.

Theo sách phong tục Việt Nam của ông Phan Kế Bính Viết về nho giáo có nói về các quan niệm này theo thứ tự như sau:
- Trung: Là trung với vua, với nước,...
- Hiếu: Là hiếu với cha mẹ, có cha mẹ mới có mình....
- Lễ: Là làm sao để sống với anh chị em trong một nhà hòa thuận, có trên có dưới...
- Nghĩa: Là sống với bạn bè, với người xung quanh mình phài có nghĩa có tình...
- Tu thân: Như trên
- Tề gia: Như trên
- Trị quốc: Như trên
- Bình thiên hạ: Như trên